# Могъщата Афродита
„Могъщата Афродита“ (на английски: Mighty Aphrodite) е комедия от 1995 година на режисьора Уди Алън.

## Сюжет
Спортният репортер Лени Уайнриб е женен за кариеристката Аманда. Аманда е готова да стане майка, но не иска да бъде бременна и да ражда, така че съпрузите (въпреки факта, че Лени по принцип е против децата) решават да осиновят дете. В семейството им се появява синът им Макс. Докато Макс расте, Лени разбира, че момчето е изненадващо интелигентно и умно. Лени решава да разбере коя е биологичната му майка. След упорито търсене той научава, че майката на Макс е проститутката Линда Аш. Лени си уговаря среща с нея и на пръв поглед тя му прави потискащо впечатление със своята глупост, грубост и безпочвени амбиции. Линда се опитва да съблазни Лени, но той я отхвърля с отвращение, призовавайки я да спре проституцията. Въпреки това, след известно време Лени и Линда се сближават и той решава да й помогне да се промени: да подобри външния си вид, поведението и начина на живот, като междувременно я разпитва за подробностите за изоставения й син, без да разкрива, че го отглежда. Скоро Лени запознава Линда с приятеля си Кевин и между тяй възникват чувства, но Кевин случайно открива истината за миналото на Линда и я напуска.
Докато Лени е зает с уреждането на съдбата на Линда, съпругата му Аманда изневерява с колегата и Джери. След като научава за това, Лени се съгласява да прави секс с Линда, но все пак Аманда и Лени остават заедно. Линда си намира съпруг, Дон - пилот на хеликоптер.
Преплитащата се сюжетна линия завършва с това, че Линда забременява от Лени. Година по-късно те случайно се срещат в детски магазин: Лени има детето на Линда, а тя - на Лени, но никой от тях не знае тайната на другия.
Поразителна режисьорска находка на филма е появата на герои от древногръцката митология: те пеят, коментират случващото се и понякога дори пречат на действието.

## В ролите
| Актьор              | Роля                 |
| ------------------- | -------------------- |
| Уди Алън            | Лени Уайнриб         |
| Хелена Бонам Картър | Аманда Слоун Уайнриб |
| Мира Сорвино        | Линда Аш             |
| Майкъл Рапапорт     | Кевин                |
| Ф. Мъри Ейбрахам    | гръцки хор - солист  |
| Олимпия Дукакис     | Йокаста              |
| Дейвид Огден Стирс  | Лай                  |
| Джак Уордън         | Тирезий              |
| Даниел Ферланд      | Касандра             |
| Клер Блум           | г-жа Слоун           |
| Питър Уелър         | Джери Бендър         |

## Награди и номинации
- 1995 - Награда Оскар за най-добра поддържаща женска роля - Мира Сорвино
- 1995 - Награда Златен глобус за най-добра актриса в поддържаща роля - Мира Сорвино
- 1995 - Награда Сребърна лента за най-бобра кинематография - Карло Ди Палма
- 1995 - Номинация Оскар за най-добър оригинален сценарий - Уди Алън